# Tyrrell 019
Tyrrell 019 je Tyrellov dirkalnik Formule 1, ki je bil v uporabi v sezoni 1990, ko sta z njim dirkala Jean Alesi in Satoru Nakajima. Debitiral je na tretji dirki sezone za Veliko nagrado San Marina. Medtem ko je Satoru Nakajima dosegel dve šesti mesti, je Jean Alesi dosegel poleg enega šestega mesta še drugo mesto, edino uvrstitev na stopničke za Tyrrell 019. Skupno je moštvo zasedlo peto mesto v konstruktorskem prvenstvu s šestnajstimi točkami.

## Popolni rezultati Formule 1
(legenda) (odebeljene dirke pomenijo najboljši štartni položaj, poševne pa najhitrejši krog)
| Leto | Moštvo  | Motor   | Gume | Dirkači         | 1   | 2   | 3   | 4   | 5   | 6   | 7   | 8   | 9   | 10  | 11  | 12  | 13  | 14  | 15  | 16  | Toč | Prv |
| ---- | ------- | ------- | ---- | --------------- | --- | --- | --- | --- | --- | --- | --- | --- | --- | --- | --- | --- | --- | --- | --- | --- | --- | --- |
| 1990 | Tyrrell | Ford V8 | P    |                 | ZDA | BRA | SMR | MON | KAN | MEH | FRA | VB  | NEM | MAD | BEL | ITA | POR | ŠPA | JAP | AVS | 16  | 5.  |
| 1990 | Tyrrell | Ford V8 | P    | Satoru Nakajima | 6   | 8   | Ret | Ret | 11  | Ret | Ret | Ret | Ret | Ret | Ret | 6   | DNS | Ret | 6   | Ret | 16  | 5.  |
| 1990 | Tyrrell | Ford V8 | P    | Jean Alesi      | 2   | 7   | 6   | 2   | Ret | 7   | Ret | 8   | 11  | Ret | 8   | Ret | 8   | Ret | DNS | 8   | 16  | 5.  |